# Sciapus decoripes
Sciapus decoripes är en tvåvingeart som beskrevs av Robinson 1975. Sciapus decoripes ingår i släktet Sciapus och familjen styltflugor.
Artens utbredningsområde är Dominica. Inga underarter finns listade i Catalogue of Life.